# Marcel Marnat
Marcel Marnat (1933 – 17 tháng 12 năm 2024) là một nhà âm nhạc học, nhà báo và nhà sản xuất phát thanh người Pháp đảm nhiệm chương trình của đài France Musique từ năm 1978 đến năm 1992. Các cuốn sách của ông về nhà soạn nhạc Maurice Ravel và Giacomo Puccini được coi là những tác phẩm mang tính bước ngoặt.

## Cuộc đời và sự nghiệp
Marnat ra đời vào năm 1933 ở Lyon, Pháp. Sau một khóa đào tạo khoa học ngắn về dược học, ông bắt đầu viết cho nhiều tờ báo và tạp chí văn hóa bao gồm Combat, Jazz Hot, Arts, Les Lettres Françaises, L'Express, Preuves, Le Monde, Disques, Harmonie, Le Monde de la musique và Nouvelle Revue Française. Ông chuyên viết về các vấn đề thời sự, nghệ thuật, điện ảnh, văn học và ông cũng lập danh sách các ấn phẩm đĩa nhạc mới. Ông là thư ký của Quỹ Ravel và là người biên soạn danh mục các tác phẩm của Maurice Ravel.
Marnat đảm nhiệm chương trình của đài France Musique từ năm 1978 cho đến năm 1992. Ông làm việc từ năm 1990 với Đài phát thanh Suisse Romande - Espace 2 và ông đã được trao giải thưởng phê bình âm nhạc. Cuốn sách xuất bản năm 2006 của ông về Giacomo Puccini đã được Académie des Beaux-Arts (tạm dịch: Viện Hàn lâm Mỹ thuật Pháp) vinh danh và được trao giải thưởng Pelléas và giải thưởng tiểu sử âm nhạc của SACEM (Hội bảo vệ quyền tác giả quốc tế) tại lễ hội sách Deauville. Ông là thành viên của Hiệp hội Báo chí Âm nhạc Quốc tế trong nhiều năm.
Vào ngày 30 tháng 9 năm 2022, bộ sưu tập nghệ thuật bộ lạc của Marnat đã được đấu giá tại Hôtel Drouot.
Marnat qua đời vào ngày 17 tháng 12 năm 2024 tại Paris, hưởng thọ 91 tuổi.

## Xuất bản
- Maurice Ravel, Fayard, 1986[5][6]
- Haydn, la mesure de son siècle, Fayard, 1995[1]
- Stravinsky, Éditions du Seuil, 1995[1]
- Antonio Vivaldi, [7] Fayard, 2003
- Giacomo Puccini, Fayard, 2006[1]

Ông cũng đã công bố các bài viết về Modest Mussorgsky (1962), Paul Klee (1969), Michelangelo (1974), David  Lawrence,  và Ludwig van Beethoven